# Sampayo (Petín)
Sampayo (llamada oficialmente en gallego San Paio) es una aldea situada en la parroquia de Mones, del municipio español de Petín, en la provincia de Orense, Galicia.

## Demografía
| Gráfica de evolución demográfica de Sampayo entre 2000 y 2023 |
|                                                               |
| Datos según el nomenclátor publicado por el INE.              |